# WWE
WWE（World Wrestling Entertainment、ワールド・レスリング・エンターテインメント）は、アメリカ合衆国のプロレス団体。1979年3月29日以前はWWWF、2002年5月5日以前はWWFという団体名であった。現在はTKOグループ・ホールディングスに所有されている。
世界最大のプロレス団体であり、2024年3月8日にはWWE公式YouTubeチャンネルの登録者数は史上10チャンネル目の1億人超えを果たした。これはスポーツ関連のYouTubeチャンネルでは最多の登録者数となっている。
長らくビンス・マクマホンがオーナーを担っていたが、WWEは2023年4月にエンデバー社に買収され、まもなくビンスもWWEから離れている。

## 概要
WWEが手がける事業は主に3つに分類できる。
1つ目はライブイベントである。年間300回を超えるプロレスの大会を開催し、チケット収入を得ている。北米を中心に巡業を行い、欧州や中東でも大規模イベントを開催している。
2つ目はメディア分野である。WWEは、動画コンテンツの制作・配信事業に注力しており、週7時間に及ぶ番組(主にRawやSmackdownを始めとする大会の生中継)を通年で制作し国内外のテレビ局やインターネットテレビ事業者に提供している。番組は長年にわたりアメリカ国内でゴールデンタイムに生中継でTV放送されていた。2024年には、配信プラットフォームNetflixと、1993年に放送を開始した自社の代表的番組マンデイ・ナイト・ロウの米国を含む複数地域における独占配信契約を締結。この契約は10年間で50億ドル規模と報じられている。
またWWEはYouTubeやInstagramをはじめとする動画共有サイトやSNSにおいても、試合のハイライトや過去映像などのコンテンツを配信し、プロモーションとブランド認知の拡大を図っている。2025年5月時点で、YouTubeの公式チャンネルは登録者数1億人を超え、Instagramは約3,400万人、Xでは約1,400万人のフォロワーを有している。
3つ目の事業はグッズなどの消費者向け商品である。各国の企業とライセンス契約を結び、玩具、ビデオゲーム、アパレル、家庭用品、コレクターグッズ、スポーツ用品、書籍など、多様なカテゴリにおいて自社のロゴやキャラクターを使用した製品を展開している。これらのライセンス商品は、100カ国以上で100社を超えるライセンシーによって製造され各国の小売店で販売されている。WWEは自社制作の番組を通じてレスラーらを個性的なキャラクターとして描き、その人気を商品展開に結びつけることを試みている。

## 特徴

### 団体としての特徴
WWEにおいては台本(ストーリーライン)の存在を団体側が明らかにしている。ストーリーラインとは、例えば試合の勝敗の他にも、ライバル選手による襲撃といった試合以外の展開も含む。こういった番組内の展開は、社内の会議やレスラーとの調整などを経て、予め詳細に決められており、レスラーら番組出演者はそれに従って試合やマイクパフォーマンスを行っている。
特に、2025年に公開されたNetflix制作のドキュメンタリー"WWE:Unreal(邦題 WWE:"壮大なるドラマ"の裏側)では、ポール・レヴェックやマイケル・ヘイズらが、試合の勝者を誰にするか、社内の会議で議論しているシーンも公開された。ただ台本の存在は最近公表されたことではなく、過去にもWWEは株式上場の際、事業内容を公開するにあたってその存在を公式に認めている。
番組内容の特徴としては、ストーリーラインにドラマ仕立ての要素が強く、他団体よりもストーリーの流れに注目が集まることが多いといわれる。
マッチメイクの特徴としては、特番以外の通常興行やハウス・ショーでもタイトルマッチや「黄金カード」と呼ばれるようなエース級のレスラー同士のシングルマッチが行われることも珍しくない（ただし、ハウス・ショーでのタイトル移動はほぼ皆無であり、「PLE等の大一番に向けての公開リハーサル」という見方もできる）。WWEでは同じカードでも「誰と試合を行うか」よりも「どの大会で試合を行うか」が重要視されているためであり、その最高峰としてレッスルマニアが位置付けられている。テレビ放送やネット配信のない大会も含め、王座戦の回数は非常に多いため、王者の価値は日本のように防衛回数で測るのではなく、防衛期間と戴冠回数に価値を置かれている（戴冠回数に関してはリック・フレアーの「16-time World Champion」やブッカーTの「5-times Champion」が好例と言える）。
また、WWEフィルムズという映画会社を設立して、所属選手を主演にした映画を撮影したり、CDを発売したりと、レスリング以外での活動も行っている。

### 所属レスラーの特徴
多くのレスラーは善玉（ベビーフェイス）と悪玉（ヒール）がはっきりと区別されている。ヒールはベビーフェイスに暴行を加えたり、マイクでその日の開催地をこき下ろすが、観客はそれに対してブーイングで応える。これらの役割は流動的であり、ある日突然、ベビーフェイスのレスラーがヒールになったりというふうに、役割が変わることも珍しくない。また両者の境界も曖昧になりつつあり、ベビーフェイスよりのヒールといった立場のレスラーも存在する。
契約レスラーのバックグラウンドとしては、インディー団体出身者、オリンピックメダリスト、元アメフト選手、YouTuberなど多彩である。しかし、人気がなくなると登場頻度が減り、場合によっては功労者であろうと解雇される。生存競争は激しく、長期間にわたって活躍できるレスラーは限られている。また、選手の暴走を許したことで運営に大きな支障をきたし消滅した最大のライバル団体、WCWの教訓を生かし、たとえトップレスラーであろうともバックステージでの態度に問題があれば厳しい措置をとると言われ、実績あるレスラーであっても自身の勝敗などに口出しすることはできないと言われる。
WWEは所属するレスラーと独占契約を結んでおり、これにより選手はWWE制作の番組やイベントのみに出場することが義務付けられる。他団体への出演・試合は、事前に特別な合意がなされない限り許可されない。またWWEは選手の給与、契約期間、福利厚生、その他の契約内容を基本的に非公開としている。

### ゴリラ・ポジション
WWEの大会、特に中継を伴う大会では、選手の入場口のすぐ手前に「ゴリラ・ポジション」と呼ばれる部屋が設けられ、ここが大会全体の司令室の役割を果たしている。ポール・レヴェックやブルース・プリチャードら番組制作の責任者や、各試合を担当するプロデューサーたちはこのゴリラ・ポジションに集まり、試合映像を見ながらヘッドセットを通じて中継車、レフェリー、実況席などにリアルタイムで指示を送る。
例えばプロデューサーは次の展開や技を随時中継車に伝え、重要な場面やサプライズをカメラが捉え損なうことを防ぐ。また、「ここで選手の表情を映してほしい」といったスイッチングの指示も行い、より印象的な映像となるよう工夫している。
またWWEの番組、特にRawやSmackDownでは、各試合に割り当てられた時間が厳密に定められており、予定された試合時間どおりに終了することが求められる。そして予定より進行が押した場合などの時間調整も、ゴリラ・ポジションからの指示によって行われる。例えば、2025年1月6日放送のRawにおけるCMパンク対セス・ロリンズの試合では、進行が数分遅れていた。そのため、プロデューサーからレフェリーを通じて選手に指示が伝えられ、CMパンクのアナコンダ・バイスなど一部スポットは急遽省略されている。

### 海外展開
WWEは主に米国及びカナダで興行しているが、海外ツアーとして北米外で大会を開催することもしばしばある。サウジアラビアを筆頭に、ヨーロッパやオーストラリアの他、日本公演も年に1回程度開催されている。
また以前は海外での大会形式は配信のないハウスショー、あるいはTV収録大会と言った中規模程度の大会が主体であったが、2020年前後からその方針に変化が生じ、現在は北米外での大規模大会(PLE)の開催にも積極的である。
例えば2024年にはサウジアラビア(キング・アンド・クイーン・オブ・ザ・リング、クラウン・ジュエル)、イギリス(クラッシュ・アット・ザ・キャッスル)、フランス(バックラッシュ)、オーストラリア(エリミネーション・チェンバー)、ドイツ(バッシュ・イン・ベルリン)でPLEを開催し、中でもパースで開催されたエリミネーション・チェンバーでは52,590人の観客を集めた。
また歴史的には 90年代前半にWWEはイギリスで高い人気を獲得しており、サマースラム92年大会では約8万人の観衆を集めている。2005年2月にはアジア初のTV収録大会をさいたまスーパーアリーナで開催している。

### サウジアラビアへの進出
WWEはヨーロッパやオーストラリア市場への進出を進めているものの、現在WWEが最も積極的にイベント開催を行っている国はサウジアラビアである。2025年8月現在WWEは、サウジアラビアの政府機関であり国内の娯楽産業の振興や規制を担当する総合娯楽庁(英語版)と2027年までの10年間の提携契約を結んでいる。それに伴い2018年以降、年2回のPLEを首都リヤドや第二の都市ジッダで開催する一方、WWEは年間約1億ドルの収入をサウジアラビア政府から受け取っているとされる。
また2024年5月にはWWEを所有するTKO社の社長マーク・シャパイロが今後6〜12ヶ月以内のサウジアラビア政府とWWEの提携契約の延長を目指すと述べていたほか、総合娯楽庁のトルキ・アル＝シャイフ長官も、レッスルマニアやロイヤルランブルといった人気大会の同国開催を希望していることを明らかにしていた。
そして翌2025年1月には人気イベント、ロイヤルランブルをサウジアラビアのリヤドで2026年1月に開催することがWWEにより発表された。同イベントが北米以外の地域で開催されるのは史上初めてのことであり、WWEとサウジアラビア政府の更なる関係強化が今後も見込まれている。  

### マクマホン家
1920年代には既にマクマホン家はプロレス業に関わっていたが、WWE(当時はWWF)を全米、さらには米国外でも興行を行う規模にまで成長させたのは、1982年に父親のビンス・マクマホン・シニアから団体を受け継いだビンス・マクマホン・ジュニア(通常"ビンス・マクマホン"というと後者を指す)および妻のリンダ・マクマホンである。
マクマホン・ジュニアは団体経営や台本作成について非常に大きな権限を持っていただけでなく、自ら番組に出演し本職ではないものの時には試合も行うなど出演者としても大きな人気を博した。団体オーナーとしての権力を用いて善玉レスラーに試練を与える悪役(いわゆる"悪のオーナー")を演じることが多く、とりわけ1990年代後半のスティーブ・オースチンとの抗争が有名である。約40年もの間、団体の顔として番組制作や経営に携わっていたマクマホン・ジュニアだが、2023年にWWEをエンデバー社に売却した後、まもなく団体を去っている。
またマクマホン・ジュニアの妻、リンダ・マクマホンもWWEの経営に大きく関与してきた。リンダは夫と共に1980年にWWE社(当時はタイタン・スポーツ社)を設立。ビンスがストーリーラインなど番組制作に主に携わる一方、リンダは社内にマーチャンダイジング部門を立ち上げ、アクション・フィギュアなどのライセンス事業やTV契約の締結に関わるなど経営面でWWEの成長を支えた。また1993年から2000年までは社長、1997年から2009年までCEOを務めている。2009年の退社後は政治家に転身し、第1次トランプ政権では中小企業長官、第2次政権では教育長官に就任している。
なおビンスとリンダの娘でレヴェックの妻であるステファニー・マクマホン、同じく息子のシェイン・マクマホンらも、社内の要職への就任歴があり、父親同様に出演者として自ら試合も行っていた。
2025年8月現在は元レスラーでビンスとリンダからみて娘婿にあたるポール・レヴェックが最高コンテンツ責任者として番組内容や制作についての責任者を務めている。

### 政治との関わり

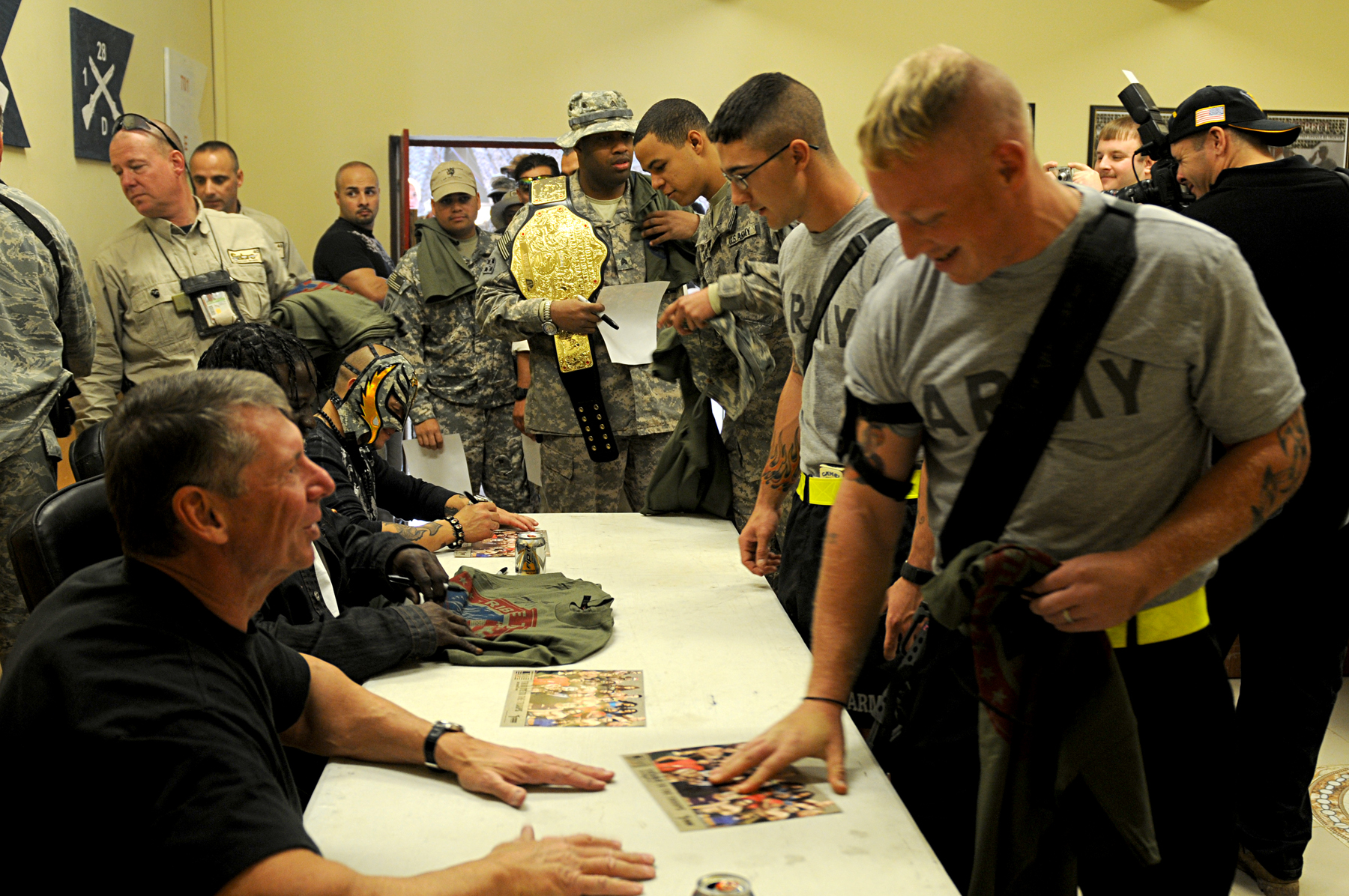
2009年のイラク慰問（左手前からビンス・マクマホン、Rトゥルース、レイ・ミステリオ）。

湾岸戦争の際、サージェント・スローターがフセインの友人というギミックで登場した他、イラク戦争の際にはイラク攻撃に反対したフランスに対する当てつけとして反米フランス人ギミックのラ・レジスタンスが登場。また、数年後には同時多発テロ以降差別に苦しむアラブ系アメリカ人のモハメド・ハッサンが登場した。このように番組にアメリカの視点からみた政治的なストーリーラインを取り入れることは多々ある。
政治的な要素を取り込んだより最近の例にはルセフによる反米ロシア人ギミックが挙げられる。2014年のロシアによるクリミア併合を契機とする米国内の反露感情の高まりに合わせて、WWEはブルガリア人のルセフにロシア人という設定を与えて番組に登場させた。ルセフは"ロシア政府から授与されたメダル"を首にかけ、"ロシアの英雄"として愛国者ギミックの米国人レスラージャック・スワガーらから勝利を重ねていく。マネージャー役の"魅惑のロシア人"ことラナもロシアの方が米国より優れているといったマイクアピールを繰り返した。
ルセフがUS王座を獲得した際には、"ロシア政府職員"から祝意が伝えられ、プーチン大統領の顔写真も会場内に映し出された他、ロシア国歌が流れる中、巨大なロシア国旗を掲揚するパフォーマンスをリング上で行った。

防衛戦を行ったレッスルマニア31の入場はロシア軍を模したものであり、ルセフはロシア国旗を持ち戦車に乗って入場。対する米国人で人気ベビーフェイスのジョン・シナの入場時には、ロナルド・レーガンら米国歴代大統領のスピーチの一部や米国の偉人や偉業、米兵の祖国への貢献を讃えるビデオが流された。試合はシナが勝利しUS王座を奪還している。もちろんコミカルさやエンタメ要素を多分に含んでいるものの、ルセフのような反米ギミックや米国人の愛国心に訴えかけるストーリーはWWEの特徴の一つである。

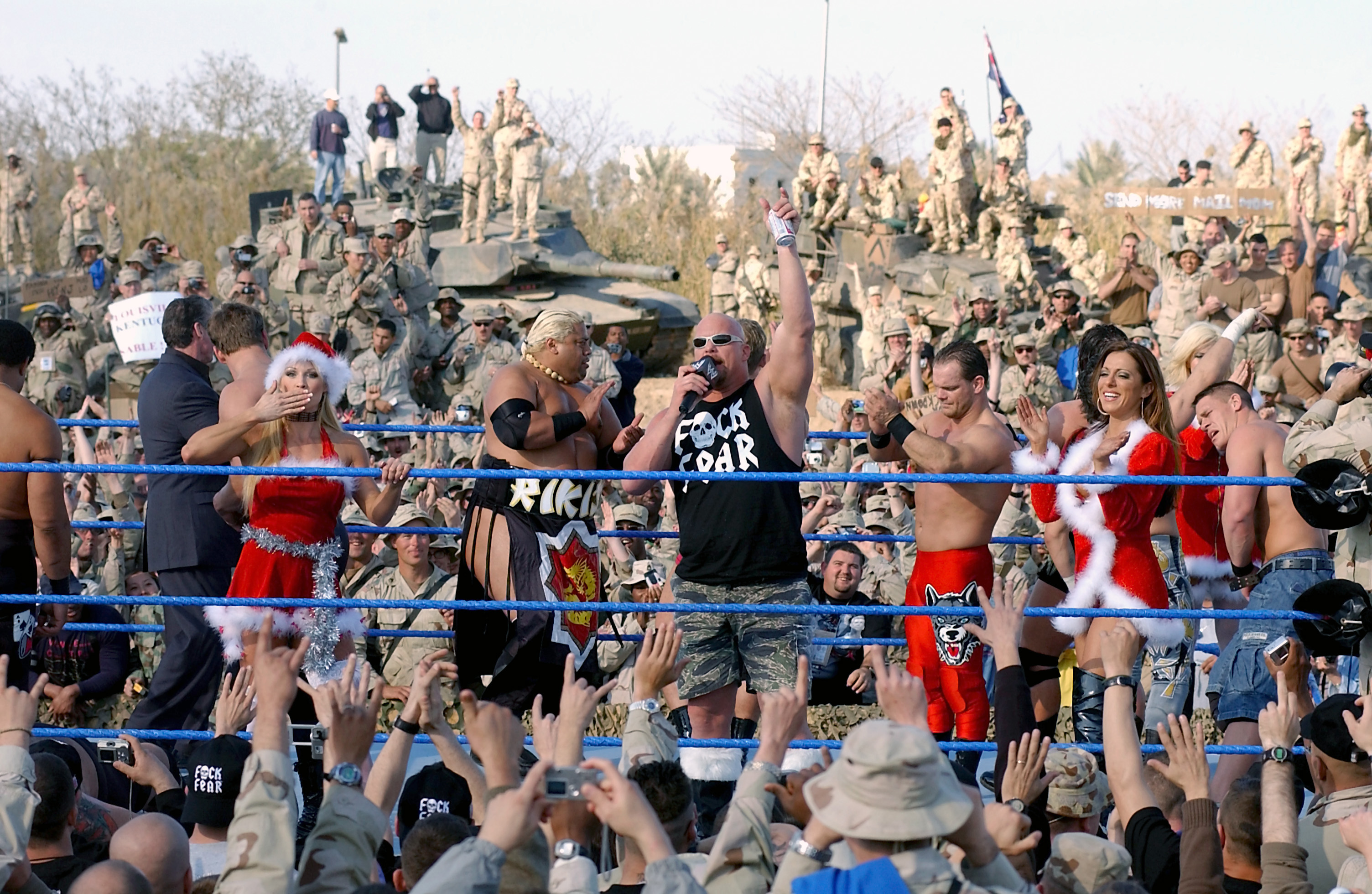
2003年のイラク慰問興行。

### ドナルド・トランプとの関係
WWEは第47代アメリカ大統領ドナルド・トランプとの深いつながりでも知られる。
両者の関係はWWE（当時はWWF）が1980年代末に急成長を遂げる中で、レッスルマニア4と5の2年連続でトランプ所有のカジノホテル「トランプ・プラザ」で開催したことに始まる。その後の2007年にはバトル・オブ・ビリオネアーズと呼ばれたビンス・マクマホンとの対決ストーリーに登場し人気を博すなど、折に触れてWWEの番組に出演。2013年にはWWE殿堂入りを果たしている。
2007年と2009年にはビンス・マクマホンがトランプの慈善団体「トランプ財団」に計500万ドルを寄付している。慈善団体といっても、当団体に寄付された資金はトランプの私物購入や所有ホテルの宣伝費などに使用されており、これらの違法行為が明るみになったのち、同財団は2018年に司法当局の管理下で解散している。なおこの寄付の事実はビンスによる未計上経費1960万ドルの使途についての社内調査の過程で明らかになったもので、この500万ドルを除いた残りの大部分は、ビンスと別のWWE幹部から性的違法行為を受けたと訴えた女性らへの支払いに充てられている。
また、リンダ・マクマホンは、WWE退社後、第1次トランプ政権では中小企業長官、第2次政権では閣僚である教育長官に就任した他、トランプへの大口献金者として知られている。
第2次政権中の2025年7月31日には体力テスト復活に関する大統領令の署名式に、リンダの義理の息子で最高コンテンツ責任者のポール・レヴェックも同席。会見ではトランプ大統領の隣に立ち言葉を交わす様子も映し出され、トランプはレヴェックを『絶対に手を出してはいけない男』と賛辞したとされる。ホワイトハウスを出る際には、レヴェックはリングで見せていた水吹きパフォーマンスを披露。ホワイトハウスの公式Xではレヴェックのレスラー時代の決め台詞と共に、その様子が動画でが公開された。
一方で、WWEの演出手法がトランプの政治パフォーマンスや自己演出に影響を与えたという指摘もなされている。例えば彼の支持者集会はプロレスの会場に類似しているとも評され、決まり文句に観衆が唱和して会場が盛り上げる場面や、バックステージから入場する様子を会場スクリーンに映し出すといった派手な演出手法はWWEのイベントとの共通性が論じられている。

### デビュー
新規に番組に出演する方法としてはレスリングやボディビル等の他のスポーツからのスカウト、他団体からの移籍、またはタフイナフ（2001年 - 2004年）やディーヴァサーチという番組内の新人発掘コーナーがある。不定期に各国でトライアウトも行われている。ほとんどの契約レスラーは場合育成ブランドのNXTで実績を積んだ後にRAW、SmackDownに昇格する形になる。
NXT誕生以前は、育成機能を果たす場所としてFCW、DSW、OVWなどが存在していた。

### 団体独自の用語
WWEは、自社のプロモーション活動において独自の専門用語を使用している。たとえば、プロレス業界を「スポーツ・エンターテインメント（Sports Entertainment）」と表現することがその代表例である。
WWEのファン層は、メインロースター（RawおよびSmackDown）においては「WWEユニバース（WWE Universe）」と呼ばれ、NXTのファンは「NXTユニバース（NXT Universe）」と称される。
所属レスラーについては、メインロースターの選手を「WWEスーパースター（WWE Superstars）」と呼び、NXTの選手は「NXTスーパースター（NXT Superstars）」とされる。また、引退したレスラーは「WWEレジェンド（WWE Legends）」、WWE殿堂（WWE Hall of Fame）に選出された人物は「ホール・オブ・フェーマー（Hall of Famers）」と呼ばれる。

### 客層
WWEは2000年代後半以降からは家族揃って見ることができるファミリー路線を採用しているため、会場には家族連れや女性の観客も多い。
しかし、過去にはアティテュード路線と呼ばれる、マニア層を主なターゲットとしていた時期があり、そのストーリーラインには下品、流血、色気、暴力、犯罪等など過激なものも多く見られたが、2000年以降過激描写を抑制されている。例えば、流血、頭部への凶器攻撃や試合外での襲撃シーン、お色気シーンなどの過激なシーンに自主規制を加えるようになり、テレビ番組のレーティングをPG（映画のレイティングシステム参照）に引き下げるなど前述のファミリー路線へ転換。これにより以前の過激なストーリーにも変化が見られている。

### 商標
WWEは非常に多くの商標を登録しており、2018年4月現在、世界最大の商標データベースであるGlobalBrandDatabaseに掲載されているだけでも3210件もの商標を登録している。会社名などはもちろん、リングネームや選手の技名も登録しており、有名選手名の出願が行われると話題になることもある。また退団した選手が他団体でWWE時代のリングネームを名乗れなくなることが多く、他団体から移籍した選手がリングネームや技名を改名することも少なくない(例:ディーン・アンブローズ→ジョン・モクスリー)。

### 他団体との関係
かつてWWE1970～80年代には新日本プロレスと業務提携するなどしていたが、近年は他団体との人的交流は乏しかった。しかし、2024年以降、他団体との交流が再び活発化しつつある。
2015年には米国のインディ団体であるEVOLVEと提携し、2020年には買収している。
2016年から2018年にかけては、英国のプログレス・レスリング、ICW、ドイツのwXw などと提携し、2020年にはこれらの団体の試合がWWEネットワークで配信された。
また、2016,17年には、WWE契約下の選手だけでなく、フリーランス選手やインディ団体所属選手も参加するトーナメント戦を開催している(WWEクルーザー級クラシック、メイ・ヤング・クラシック)。参加選手の中にはこのトーナメントがきっかけとなりWWEと契約した選手も何名か存在する。
2023年にはWWEレジェンドのブッカーTが所有する米国のインディ団体、ROW(Reality of Wrestling)とNXTの提携が始まった。
2024年にはTNA、GCWと提携。中でもTNAとは2025年1月に複数年のパートナーシップ契約が締結され、TNAの選手がWWEの番組に登場（あるいはその逆も）することが時折見られるようになっている。また、日本においてもプロレスリング・ノアなどに対して選手を相互に派遣するなど、関係性を深めている団体もある（詳細後述）。

## 制作番組(ブランド)
WWEが制作するプロレス番組は主にRaw、SmackDown、NXTの3つである。これらはブランドとも呼ばれ、ブランドごとに所属レスラー及び王座が分かれている。例えばRawが管轄する世界ヘビー級王座に挑戦するのは、多くの場合Raw所属のレスラーである。
RawとSmackDownの2つがWWEの看板ブランドであり、主力選手のほとんどがどちらかに所属する。残るNXTは元々は若手やWWE入団まもないレスラーの育成・調整のための場所であったが、放送時間の拡大やTV放送開始、業務提携団体（TNA、AAA）との交流や対抗戦の場として使用されており、現在はRawとSmackDownにつぐ3番目のブランドとしての地位を築いている。また2025年には新ブランドとしてEvolveを開始したが、こちらはNXTに上がる前のより経験の浅い若手の育成などを担当する。
大会の開催場所については、RawとSmackDownは米国・カナダを中心に世界各国を巡業するが、NXTはフロリダ州オーランドにある自社施設、WWEパフォーマンスセンターを拠点としている。こちらはトレーニング施設や試合会場を備えた施設であり、NXTの放送も行われる。

## スケジュール
現在WWEが放送するプロレス番組は主にRaw、SmackDown、NXTの3つであり、それぞれ毎週月曜日、金曜日、火曜日に生放送される（日本時間ではそれぞれ火曜、土曜、水曜日の午前中である)。放送時間はRawが3時間、SmackDownとNXTは2時間である。
RawとSmackDownの開催地は毎回異なり、海外開催の場合もある一方、「NXT」についてはフロリダ州内のWWEが管理する施設、WWEパフォーマンスセンターにて毎回開催している。
この他に週に何回かのテレビ収録のない興行（ハウス・ショー）を開催し、月に一度程度、週末にストリーミング配信する形式でPLE（プレミアム・ライブ・イベント、かつてはペイ・パー・ビューと呼ばれていた)という特番を行う。多くの王座戦やドリーム・マッチはPLEで行われる。
おおまかに言えば、毎週放送の3番組でレスラー間の遺恨が深まり、PLEでその決着がつくという形となっている。
PLEは2000年は年12〜15回程度の開催であったが、2019年にはNXT主催のPLEも含めると26大会になっている。また近年はPLEの海外開催やスタジアム開催も積極的に行われている。
そのPLEの中で特に歴史ある5つのPLE（Royal Rumble、Wrestle Mania、Summer Slam、Money in the Bank、Survivor Series）についてはスタジアムで開催されるなど、盛大に行われる。その中でも最大のイベントがWrestle Maniaであり、第32回大会では主催者発表で10万人が来場した。
ハウス・ショーとはテレビ放送やネット配信のない大会のことを指す。 基本的に会場にいる観客しか見ることができないため、ストーリーの進行はなく、マイクパフォーマンスなども少なく、試合が主となる。最高王座を含めた王座戦が組まれることがほとんどだが、王座移動は稀である。厳密な時間調整が要求されるTVショーとは異なり、入退場時にファンとのハイタッチやツーショットの自撮りに応じることも多く、 また会場内の人しか見ることのできない"閉じたショー"であるため、普段は見られないような技や試合運びを見られることもある。また、新人レスラーや新キャラクターのテストの場ともなっている。
トップレスラーは世界中で生放送やハウス・ショーを行うためにアメリカ国内外を移動し、週2～3大会ペースで試合しながら、深夜には移動を開始するという過密スケジュールをこなしながら、パフォーマンス維持のトレーニングをせねばならず、さらには国内外のメディアのインタビューやテレビ出演に時間を割かねばならないなど過酷な勤務形態も問題になっていた。過去にはこの過酷さに退団する者や、肉体の痛みをごまかすため鎮痛剤を服用した影響とみられる死亡事故が起こっていた。しかし、現在のトップクラスの選手は休暇を取ることも多く、中邑真輔によれば、smackdownやハウスショーが終わって月曜日に帰宅してから木曜日の夕方までは休むことができ、家族行事などで休暇を取ることもできると語っている。
宿泊施設、食事、トレーニングジムの確保、会場移動は航空機代を除いた費用も含めて完全に自己に任せている。なお、NXTは集団でのバス移動が多い。

## タイトルホルダー
| タイトル                          | 保持者               |
| --------------------------------- | -------------------- |
| 世界ヘビー級王座                  | セス・ロリンズ       |
| 女子世界王座                      | ナオミ               |
| 世界タッグ王座                    | ジャッジメント・デイ |
| WWEインターコンチネンタル王座     | ドミニク・ミステリオ |
| WWE女子インターコンチネンタル王座 | ベッキー・リンチ     |

| タイトル      | 保持者                              |
| ------------- | ----------------------------------- |
| WWE王座       | コーディ・ローデス                  |
| WWE女子王座   | ティファニー・ストラットン          |
| WWEタッグ王座 | デクスター・ルミス ジョー・ゲイシー |
| WWE US王座    | ソロ・シコア                        |
| WWE女子US王座 | ジュリア                            |

| タイトル                   | 保持者                                  |
| -------------------------- | --------------------------------------- |
| WWE女子タッグ王座          | シャーロット・フレアー アレクサ・ブリス |
| クラウン・ジュエル王座     | コーディ・ローデス                      |
| 女子クラウン・ジュエル王座 | リヴ・モーガン                          |

| タイトル              | 保持者                          |
| --------------------- | ------------------------------- |
| NXT王座               | オバ・フェミ                    |
| NXT女子王座           | ジェイシー・ジェイン            |
| NXTタッグ王座         | ネイサン・フレイザー アクシオム |
| NXT北米王座           | リッキー・セインツ              |
| NXT女子北米王座       | ソル・ルーカ                    |
| NXTヘリテージ・カップ | チャーリー・デンプシー          |

## 歴史

### 設立以前
ビンス・マクマホン（ビンセント・ケネディ・マクマホン）の祖父のロドリック・ジェス・マクマホンは1925年からニューヨークのMSG（マディソン・スクエア・ガーデン）を拠点としてプロレス、ボクシングの興行を行っていたプロモーターだった。第二次世界大戦前後の一時期はMSGがプロレスの興行を行っていなかったためにワシントンD.C.を中心に活動。1954年の彼の死後は息子でビンス・マクマホンの父、ビンス・マクマホン・シニア（ビンセント・ジェームス・マクマホン）が興行会社のキャピトル・レスリング・コーポレーション（Capitol Wrestling Corporation）を引継ぎ、1956年からMSGに再進出。激戦区ニューヨークで唯一MSGのプロレス興行権を獲得した。アントニオ・ロッカやバディ・ロジャースをメインイベンターとして興行を行い、格闘技・プロレスの殿堂と呼ばれるMSGの伝統を引き継いだ。1948年に発足したNWA（National Wrestling Alliance）にも加盟して大物プロモーターとして大きな発言権を得た。

### WWWF時代 - WWF時代(1963年～1982年)
1963年、ビンス・マクマホン・シニアは自派のバディ・ロジャースからサム・マソニック派のルー・テーズへのNWA王座の移動を認めず、3月に試験的にWWWA（World Wide Wrestling Association）を、5月にはNWAを脱退してWWWF（World Wide Wrestling Federation）を設立。同時にロジャースを初代WWWF王者に認定して5月14日にロジャースを破って王者となったイタリア系のブルーノ・サンマルチノを新団体の絶対的な主人公とした。NWA再加盟後の1970年代前半にはプエルトリコ系のペドロ・モラレス、中頃には再びサンマルチノからスーパースター・ビリー・グラハムへ、1970年代終盤から1980年代前半にかけてはボブ・バックランドへと王座と主人公の座が移っていった。当時のアメリカプロレス界は北部のAWA（American Wrestling Association）、東部のWWWF、南西部のNWA加盟団体を中心に、各地区のプロモーターが暗黙の不可侵条約を結んでいた時代であり、WWWF所属だったアンドレ・ザ・ジャイアントが各地にゲスト出場して親善大使的な役割を務めた。1979年3月、団体名をWWF（World Wrestling Federation）に改称。

### ビンス・マクマホン・ジュニアによる運営の開始(1982年～1995年)
1982年6月、大学を卒業後リングアナウンサーやプロモーターをしていたビンス・マクマホン・ジュニアと妻リンダが不仲であったマクマホン・シニアからWWFの親会社キャピトル・レスリング・コーポレーションを譲渡ではなく株式の買収という形で手に入れて、新会社タイタン・スポーツ（Titan Sports, Inc.）を設立。
1983年末、ビンス・マクマホンはWWFの全米進出によるプロレス界の統一に着手、当時AWAに在籍していたハルク・ホーガンを筆頭に、NWAからもロディ・パイパーやポール・オーンドーフなど各地の有力選手を次々と引き抜いた。テレビ局からNWAの試合を放送していた枠の放送権を買い取ると、同年12月27日、いきなりNWAの本部が置かれていたセントルイスで興行を行った。以降も次々と他団体へのM&Aや同様のケーブルテレビ番組を利用した中継等により事業を大幅に拡大。この一連の侵略行為は旧来のプロモーターから同名の有名SF小説に準えて「1984」と呼ばれた。
1985年には歌手のシンディ・ローパーやホーガンと共に、ロッキー3にも出演したアクションスターミスター・TをMTVのプロレス特番に出演させ注目を集めると、同年3月19日にニューヨークのマディソン・スクエア・ガーデンで第1回のWrestleManiaを開催。ローパーの他にも元ニューヨーク・ヤンキース監督のビリー・マーチンや元ボクシング世界王者のモハメド・アリ、ショー・ピアニストのリベラーチェといった著名人らを招き、ホーガンやミスター・Tをメインで戦わせたこのイベントは約2万人の観客を集め、プロレスイベントとしては異例の400万ドルの興行収益をあげた。全米がホーガンを中心としたプロレス・ブームに沸き、この現象はマスコミから「レスリング・ルネッサンス」と称された。さらに2年後のWrestleMania IIIではメインにホーガンvsアンドレ戦を組んでデトロイトのシルバードームに9万3173人の観衆を集め、大人から子供まで、あらゆる世代が一緒に楽しめるファミリー・エンターテインメントとして、全米マット界での圧倒的な人気を証明してみせた。
ホーガンがプロレスの現場から離れがちになった1988年から1992年頃はランディ・サベージやアルティメット・ウォリアー、シッド・ジャスティスやジ・アンダーテイカーらが団体の主役の座を担った。また旧NWAから誕生したWCW（World Championship Wrestling)）の絶対王者、リック・フレアーの電撃移籍といった事件もあった。
この頃、会社全体でのステロイド剤流通への関与、それに伴うレスラーたちのステロイド剤使用疑惑が発覚、FBIによる捜査が行われるまでの事件に発展して裁判は数年続き、被告としてビンスが出廷する事態となったが最終的には証拠不十分により、無罪判決に落ち着いた。だがこの事件の影響は大きく、団体に溢れていたスーパーヘビー級の「筋肉マン」タイプの選手たちは一気にフェードアウトしていく。代わって主役の座を手にしたのは技巧派で体型もナチュラルな"ヒットマン" ブレット・ハートだった。
1993年には「Monday NightRAW」（後に「RAW Is War」、「RAW」と改称）の放送を開始。ディーゼル、レイザー・ラモン、ショーン・マイケルズらが台頭してブレットなどと共にNew Generation（ニュー・ジェネレーション）と呼ばれた。一方、ホーガン、サベージなどかつての団体のスター選手たちの多くはWCWへと移籍してWCWは徐々にWWFに対抗するほどの人気を獲得していった。

### Monday Night Wars - Attitude時代(1995年～2002年)
1995年9月4日、エリック・ビショフが副社長に就任したWCW（オーナーはテッド・ターナー）が「Monday Night RAW」の裏番組として「Monday Nitro」の放送を開始、両番組の視聴率争いが始まった。WCWはナイトロ第一回放送でいきなり前日までWWFの大会に出場していたレックス・ルガーを引き抜いて登場させた。これを引き金とし、WWFとWCWは「Monday Night Wars（月曜夜の視聴率戦争）」と言われる程の壮絶な視聴率合戦が繰り広げられた。
一時期は人気選手の相次ぐ引き抜きやnWoというユニットの大ヒット、無敵のスーパースタービル・ゴールドバーグの大ブレイクなどでWCWがリードし、1996年6月10日から1998年4月13日まで実に84週間連続でナイトロはロウの視聴率を上回った。それに対しWWFは1997年以降、D-Xや、ストーン・コールド・スティーブ・オースチンに代表される悪ふざけやお色気の要素を取り入れたAttitude（アティテュード、態度不愉快な、ケンカ腰の態度といった意味合いも持つ語）路線に切り替え 、団体オーナーのビンス・マクマホンと看板レスラーのストーン・コールド・スティーブ・オースチンとの抗争で人気を逆転させた。
このプロレス史に残るオースチンvsマクマホン抗争に加え、マンカインドもその「自虐的」とも評されるハードコア・スタイルでカルト的な人気を集める。マイケルズは1998年に一時引退するものの、マンカインドとの連戦を通して若手のザ・ロックとトリプルHが次代の主役の座を掴み一気にスターダムに駆け上った。二人はすぐにオースチンと肩を並べるまでになり、WWFのストーリーはこの三人を中心として動いていく。そこに元オリンピック金メダリストから転身したカート・アングル、WCWから移籍したビッグ・ショー、クリス・ジェリコ、クリス・ベノワらが加わり、レスラー層も充実。1999年夏からは毎週放送のプロレス番組であるSmackDown!の放送も開始、WWFの優位が徐々に確立されていった、
1999年頃からWCWはストーリーラインの迷走から視聴率が急低下し、もともと組織の統制が取れていなかったこともあり内部崩壊に至った。奥の手としてWWFの脚本を書いていた放送作家ビンス・ルッソーを引き抜くがそれも裏目にでて自体はさらに悪化。一時期失脚していたエリック・ビショフを復権させるも状況を好転させることはできなかった。2001年1月には米国第三の規模の団体であったポール・ヘイマンをはじめとした、ECWが経営難から活動停止・破産し、WWFはECWの全ての権利を買い上げ債権を回収。さらには同年3月23日、ついに莫大な赤字を計上して経営破綻したWCWを買収した。これによって「Monday night war」も終結し、しばらくの間米国のプロレス界は事実上WWFの一人勝ち状態となったほか、世界最大のプロレス団体の座もそれ以降保持し続けている。
Monday night warsが繰り広げられた1990年代後半は全米で空前のプロレスブームが起きき、街中にプロレスTシャツを着た人が溢れかえったという逸話もある。しかしこの抗争の間には「モントリオール事件」やオーエン・ハートの事故死など、いくつかの不祥事や事故も発生している。
WCW買収後は「WCWオーナー」役で番組に登場したビンスの息子シェイン・マクマホンを中心に、WWFに入団した旧WCW、ECWの選手たちによってWCW・ECW連合軍（アライアンス）が結成され、実際の買収劇が番組内のストーリーとして取り込まれるが、結局この抗争は振るわずフェードアウトしていった。その後、11月18日にダッドリー・ボーイズによりWWFタッグ王座とWCWタッグ王座が統一、12月9日にはクリス・ジェリコによってWWF王座とWCW王座が統一され、WWF統一王座が誕生した。

### 団体名変更以降(2002年～2011年)
WCW、ECWといった競争相手買収後は、競争相手不在によりWWE自体の観客動員や視聴率で苦戦したり、一回り小さいアリーナを使うことが増えた時期もあった。2002年には長年にわたる同名のWWF（世界自然保護基金）との名称を巡る裁判に敗れ、5月6日団体名をWWEへと改称（Eは"Entertainment"を表し、公式発表では「よりエンターテイメントを追求するための改称」とされる）。同時に親会社タイタン・スポーツの名称もWWEに統一した。
2001年末には団体の共同オーナー（シェインとステファニーから団体の株式50%を購入したという番組内の設定）としてリック・フレアーが、2002年のWrestleMania X8前にはnWoのメンバーとしてハルク・ホーガンがWWEに復帰、ストーリー上重要な登場人物となる。元WCW、ECWのレスラーを多く雇用し、ストーリーが賄いきれなくなったことから3月25日に開催されたRAWでビンスGMのSmackDown!、リック・フレアーGMのRAWの間でドラフトを開催。両オーナーがスーパースターを一人ずつ（場合によっては1組）指名していき、それぞれの番組の専属スーパースターとさせることとなった。これ以降、RAWとSmackDown!は別ブランドとしてストーリーを進行させていくことになった。
時を同じくして、団体の象徴であったオースチンが怪我により事実上の引退、ザ・ロックも映画俳優に転向を計画しリング上から離れがちになり、RAWではトリプルHを中心とした王座戦線を展開。2003年3月には、かつてのライバルWCWの最大のスターだったゴールドバーグをついに獲得したが、90年代後半のようなプロレスブームの再燃にはならなかった。ゴールドバーグは世界ヘビー級王座を獲得するも2004年の3月には引退した。
その中でランディ・オートン、バティスタ、エッジ等の有望な世代が成長し新たなメインイベンターとなる。SmackDown!ではレスリング出身のブロック・レスナーが史上最年少でWWE王座を獲得する等大いに期待されたが、NFL挑戦のために退団。その後はWWE王座に縁の無かったエディ・ゲレロ、JBLがWWE王座を獲得。ジ・アンダーテイカー、カート・アングル、ビッグ・ショー、レイ・ミステリオ等のベテランも活躍し、王座戦線を盛り上げた。D-ジェネレーションXの復活もまた往年のファンを楽しませ、新しいファンの獲得に一役買った。そんな中、抜群のレスリングセンスとカリスマ性があるランディ・オートンに、女性や子供に人気のあるジョン・シナが徐々にメインイベンターへと上り詰めた。クリス・ジェリコやケインらはその安定した実力をもってして脇を固めるなどし、便利屋のポジションからこの時期を支えた。
また、リング外では2002年にWWE Filmsを設立し、映画およびテレビ番組の映像コンテンツの強化を行った。
2004年という年はオートン、シナ、エッジ、バティスタ等新世代の時代が始まりの年となった。この4人以外にもカリート、Mr.ケネディ、MVP等の若手がデビューしている。それと時を同じくして、選手の出入りのペースが早まるようにもなった。
これ以降、アティテュード時代の雄であるオースチンらは特別な回にしか登場しないが、オートン、シナ、エッジ、バティスタ等の新世代が主力となり、90年代から出場しているトリプルH、アンダーテイカー、ショーン・マイケルズ等のベテランの力を借りながら世代交代を着実に進めていったが、その裏で、ブッカー・T、カート・アングル等トップレスラーの大量離脱やレスラーのドラッグ使用等の課題も多く、また、2005年のエディ・ゲレロ・2007年のクリス・ベノワの死去はWWEに大きなショックを与えた。
しかしながら、タフイナフやディーヴァサーチといった育成番組出身のミシェル・マクール、ザ・ミズ、ジョン・モリソンが新たな番組の中心スターとして活躍し、また、コーディ・ローデス、テッド・デビアス・ジュニア、マイケル・マクギリカティ、ウーソズ、ナタリヤ、タミーナなど80年代〜90年代のWWFを支えたレスラーの血を引く若手スーパースターが数多く在籍し、この時代を支えてきた。
2006年、Monday Night War時代にハードコア路線でWWF、WCWと興行戦争を行っていたECWがWWE傘下で復活することが決定。Monday Night Wars時代にECWを率いていたポール・ヘイマンが番組の指揮を執り、ロブ・ヴァン・ダム（RVD）、サブゥー、サンドマン等1990年代の旧ECWの人気選手が参戦したこともあり大きく注目されたが、番組復活直後からかつての過激なハードコア団体ECWとは全く違った団体となってしまったことが露呈。多くの名選手がTNA移籍のため参戦不可となり、人材不足からてこ入れとして旧ECWとは関係の無かった選手をメインイベンターとして起用せざるを得なくなる。最終的には当初のコンセプトはなかったこととなり、WWEに初登場する新人のためのデビューの場として、ほとんど若手育成のための番組と移行していった。
同年には、WWE Films初の単独制作映画の「シー・ノー・イーヴル 肉鉤のいけにえ」を公開。映画製作に乗り出し、後に映画部門はWWE Studiosに改名。多くの映像作品を生み出している。
2007年、下部団体としてFCWを設立。アルベルト・デル・リオやウーソズなど多くのメインイベンターを排出する。
2008年1月のRoyal Rumble 2008 より映像のHD化が行われた。テレビ放送も翌日から移行。
2009年4月からはブランド共通で選手が登場するWWE Superstarsが、2010年2月からは新人育成番組NXTの放送を開始した。

### ブランド統一 - 再分割(2011年～2020年)
2011年4月より、社名を「World Wrestling Entertainment」から「WWE, Inc.」に変更し、それまで「World Wrestling Entertainment」で扱われていたブランド名も全て「WWE」に統一されることになった。各種テレビ番組の開発推進と共に、タレント開発部門（部門統括にはトリプルHが就任）を発足させている。
8月29日、RAWとSmackDownの番組としてのブランドは残しつつ、ストーリーの共通化とスーパースターの両番組への出演の柔軟化(以降ほぼ無制限に両番組に出演できるようになった)が発表され、実質的にRAWとSmackDownの統合がなされた。各スーパースターは、その後しばらくの間はいずれかのブランドに所属していたが、後述する2016年のドラフトまで、所属ブランドという概念も無くなり、全て共通してWWE所属という扱いになっていた。タイトルも全てWWE管理に統一され、2013年12月15日にはこれまで最高位として存在していた世界ヘビー級王座が廃止、統合された。それまで、各ブランド独自に主催していたハウス・ショーにもブランドに関係なく全てのスーパースターが出演する様になった。
2012年、WWE下部団体であったFCWと新人発掘番組のNXTが統合され、NXT Wrestlingとして始動。フロリダ州に位置するフルセイル大学を会場とし、数回分の収録をまとめて撮影し放送する体制を取っていた。2013年にNXTと改称された。
2014年、1980年代にWWFに所属したビリー・ジャック・ヘインズが当時受けた頭部へのダメージや脳震盪が原因で慢性外傷性脳損傷（CTE）を患ったとしてWWEを相手に告訴を行った。ヘインズ対WWE訴訟は2016年末までにロード・ウォリアー・アニマルら、60名余りのWWF/WWEに所属した経験を持つ元レスラーがCTE患者として原告に名を連ねる集団訴訟に発展した。これに対して司法側は原告の元レスラーたちの多くがWWE以外の他団体でも活動していた事に加えて、そもそも現在の技術ではCTEの診断が患者（と目される人物）の死後にしかできないことに着目し、WWEでの試合のみにCTEとの因果関係を帰結させることは困難として請求を却下している。
但し、クリス・ベノワは死後の解剖の結果、重度のCTEであったと診断されている。更に2009年に死去した「テスト」ことアンドリュー・マーチンもCTEと診断されている。これを受けてWWEは頭部への攻撃について、凶器攻撃の際は頭部ではない場所を攻撃する、パイルドライバーなど頭部への衝撃を逃すことができない技の使用を禁止する などの自主規制をヘインズ対WWE訴訟以前から行っている。
同年、インターネットを介して視聴可能な有料の24時間ストリーミングビデオサービス（WWE Network）を2月24日から開始すると発表した。PLEを含む全試合のライブ中継、WWEが放映権を持つ過去の映像(WCWやECWも含む)、テレビ放映時にはカットされるような試合前後のレスラー達の動き、独自番組などをオンデマンド配信を始めた。日本では2016年1月5日からサービス開始となった。
2016年7月19日、RAWとSmackDownの再分割が行われる。また、その際に各スーパースター選手の所属ブランド移籍を決めるドラフトが再始動されることになり、2017年以降はスーパースターシェイクアップという名で続いている。

### 新型コロナウイルス以降(2020年～2023年)
2020年3月以降、新型コロナウイルスの世界的な感染拡大に伴い全米各地で外出禁止令が発出、WWEの興行も事実上不可能となり、全試合を録画で放送することを始めたところ、同年4月9日、フロリダ州知事が食料品店や病院などと並びプロレスを「必要不可欠なサービス」として認定。4月13日からフロリダ州オーランドにあるパフォーマンスセンターにて試合の実況放送を再開した。
一方、4月15日には予算削減措置に言及。幹部の給与の引き下げとともに、ドレイク・マーベリック、ザック・ライダー、カート・ホーキンスらの解雇が発表された。
日本国内での事業にも影響を与え、7月に開催予定だった3大会（7月2日・大阪府立体育会館大会、7月3日～4日・横浜アリーナ大会）を中止。また3月に選手契約を締結していたSareeeについても渡米が困難な事態に陥った事から、WWE所属のまま日本国内での活動を許可する決定を下した。
2021年5月26日、同週に入って管理職を含めた35人のバックステージスタッフを解雇したと複数のアメリカメディアが報じた。主にテレビ制作とデジタルコンテンツ制作で重複している業務を統合した影響で大量解雇につながったと見られ、さらに、2021年9月2日付の日本政府官報で日本法人となるWWEジャパン合同会社の解散公告があった。同月1日に全従業員が解散に同意したものとされる。米メディアによると、その流れによる組織変更の一環だと伝えている。
WWEでは2020年春以降、新型コロナウイルス感染拡大の影響で経営的な問題があったとして100人を超える選手、スタッフが解雇された。
2022年6月、会長兼CEOのビンス・マクマホンが不倫関係にあった元従業員に300万ドル（日本円換算で約3億9000万円）の口止め料を支払ったとされる問題をWWE取締役会が調査していると報道。これを受け、ビンスは調査が終了するまで会長とCEOの座から離れる事態となり、娘のステファニーが同職を引き継いだが、7月22日に会長兼CEOとしての引退を発表。WWEの現場からは離れることとなった。
しかし、ビンスは数ヶ月後の12月に自身の取締役会復帰を要求。大株主ということもありその要求が認められ、翌2023年1月6日に取締役に復職し、10日にはわずか半年足らずでWWE会長職に再就任した。なお、この間にCEOを務めていたステファニーはWWEから離れた。

### エンデバー時代(2023年～)
2023年4月3日、世界最大級の総合格闘技団体であるUFCの親会社として知られるエンデバーがWWEを93億ドルで買収したことを発表。なお新会社では、WWEはマクマホンが取締役会長、ニック・カーンが社長を継続する。この発表はレッスルマニア39の翌日の事であった。同日のRAWに最高コンテンツ責任者のトリプルHが登場。この買収によってWWEは変わらない事を強調した。
9月12日、UFCと正式に合併してTKOグループ・ホールディングスを設立。それと同時にWWEとしては上場廃止し、変わってTKOグループ・ホールディングが上場。エンデバーはTKOグループ・ホールディングスの51％の支配権を保有したことで、設立当初からのマクマホンファミリーの一強体制は事実上終焉した。さらに、2024年1月26日にはマクマホンがTKOグループ・ホールディングスの会長を辞任している。
2024年1月23日、Netflixとの業務提携を発表。Netflixは2025年1月より、アメリカ・カナダ・イギリス・ラテンアメリカ等でRAWを独占的に配信するほか、SmackDown・NXT等の他ブランド、レッスルマニア・サマースラム等のプレミアムライブイベントについてもアメリカ国外での独占配信権を得たこと、また同社が得意とするスポーツドキュメンタリーをWWEにおいても展開することなどを明らかにしている。なお、アメリカをはじめとする一部の地域ではRAWのテレビ放送が2024年限りで終了することになった。
2025年4月20日にメキシコのプロレス団体であるAAA (プロレス)の買収を発表した。

## 日本との関係

#### 日本の団体との関わり
日本プロレスとは創設者であった力道山がアメリカではロサンゼルス等の主に西海岸を中心に活動していた事もあり、当時のWWFとはあまり縁がなく団体同士の業務提携も結ばれていなかったが、全米武者修行中であったジャイアント馬場がビンス・マクマホン・シニアによって『ババ・ザ・ジャイアント』のリングネームを与えられ、WWFのエリアでメインイベンターとして活躍している等、日本プロレスに所属する選手との個人的な交流は存在していた。なお、力道山は2017年にレガシー部門でWWE殿堂入りし表彰されている。
新日本プロレスに関しては、NWA内での同じ反主流派ということもあり、1974年頃から業務提携を結び、AWAからWWFへブッキング権の移ったアンドレ・ザ・ジャイアント、現役王者のスーパースター・ビリー・グラハムやボブ・バックランドをはじめ、当時のトップレスラー達の派遣やタイトルマッチの開催、新規王座の認定等、強固な協力関係を保っていた。後に新日本プロレスの看板外国人となるスタン・ハンセンやハルク・ホーガンも、大ブレイクを果たす前にWWWF / WWFからブッキングされたレスラーである。権限のない名誉職ではあったが、新間寿が1978年よりWWFの会長になったこともある。
だが、ビンス・マクマホン・ジュニアが実権を握り、全米マット制圧を掲げだした頃から、所属レスラーを自団体の興行へ優先させるために、トップレスラーの派遣を渋るようになり、さらに、提携継続の条件として高額な提携金を要求し、支払ったにもかかわらず、相変わらずトップレスラーの派遣を渋るなど、徐々に新日本プロレスとは疎遠となり、最終的に1985年10月末の契約終了に伴い提携は解消された。
全日本プロレスに関しては、ジャイアント馬場が全米で武者修行していた頃からビンス・マクマホン・シニアとは旧知の仲ということもあり、新日本プロレスがWWFと提携する以前は、馬場や海外武者修行中だったジャンボ鶴田が単発ではあるがWWFの興行に出場するなど交流は行われていた。その後、新日本プロレスが正式にWWFと団体間の業務提携を結んでからは交流は行われなくなったが、ブルーノ・サンマルチノと馬場が親友同士ということもあり、サンマルチノは馬場との友情関係を理由に新日本への参戦を拒否し、全日本プロレスに出場し続け、PWFとのダブルタイトルマッチとして全日本プロレスのリングでWWFの防衛戦を実現させている。また、サンマルチノ以外にもゴリラ・モンスーンやドン・デヌーチなどのサンマルチノや馬場と親交の深かった当時のWWF所属レスラーたちも全日本プロレスに出場するなど、個人的な交流は存在していた。
一方、女子では分裂後の日本女子プロレスと提携した後、全日本女子プロレスに参戦していたファビュラス・ムーラのWWF入りを機に、全女との間で選手派遣で関係を持っていた。そのラインでWWFに参戦したジャンピング・ボム・エンジェルス（立野記代、山崎五紀）やブル中野(後に殿堂入り)らが活躍した。
新日本プロレスとの提携解消後、特定の団体とは提携を結ばなかったが、1990年には新日本プロレスおよび全日本プロレスの3団体合同で東京ドーム興行「日米レスリングサミット」を開催。その後（1990年から1992年の間）、SWSと提携を結び、幾度かの合同興行を開催したり、王座の認定や所属レスラーの派遣などを行っており、SWSが活動を停止し解散した後は、SWSから分裂したWARとしばらくの間交流を持ち、所属選手を派遣していた。
この頃、単独での日本進出を目論んでいたこともあり、日本のプロレスマスコミには好意的で、アメリカのマスコミでも入ることができなかったリングサイドでの取材や、マクマホン本人が日本向けにテレビインタビューに出演する等、積極的に協力している。
1994年には「マニアツアー」として横浜、大阪、名古屋、札幌で単独興行を行ったが、当時のWWFとは関係ない日本人レスラーの出場、バックステージの趣向を凝らさなかったこと、本場の様な豪華なセットを組まなかったこと、それにプロレスの興行を扱ったことのない興行会社がプロモートを行ったことなどがあり、直輸入を期待していたファンからの支持が得られず、興行成績も振るわず、2002年に再上陸するまで自社の手による興行は開催されなかった。なお、1998年に開催された全日本プロレス初の東京ドーム大会にベイダーが参戦するなど、スポット参戦は行われていた。
しかし以降はWWEの方針として他団体との交流は控えるようになり、2020年代になるまで、日本国内の団体との関係は非常に乏しいものとなる。数少ない例外としては、2015年の獣神サンダー・ライガーによるNXT参戦が挙げられる。2015年8月22日に行われた特番「NXTテイクオーバー」に特別出場し、タイラー・ブリーズに勝利した。これは1985年に提携解消して以来、約30年ぶりの新日本プロレスに所属するレスラーのWWEへの出場となった。また、2018年9月1日にもヒデオ・イタミ(KENTA)が古巣NOAHで開催された丸藤正道のデビュー20周年記念試合に出場している。
また2023年には、団体間の交流としての選手の貸し借りとは異なるが、WWE入団時に新日本プロレスの王座を保持していたことにより、入団後に新日本プロレスの大会に出場するという異例の出来事が起こっている。
2022年10月当時はカール・アンダーソンがNEVER無差別級王者であったが、王座を保持したまま同月のRawにサプライズ登場してWWEに入団。
その後、ダブルブッキングが起きたとして、発表済みであった11月5日の新日本プロレス大阪府立体育会館大会での防衛戦を拒否し、11月6日のサウジアラビアでのWWEクラウンジュエル大会を優先することを10月20日に自身のSNSで述べた。防衛戦を行わなかった場合は新日本プロレスがNEVER無差別級王座の返還を求めると声明を出すなど禍根を残したが、結局大阪での防衛戦は実現しなかった。しかし、最終的には2023年1月4日のWRESTLE KINGDOM 17で防衛戦が実現。WWEと契約したレスラーが新日本プロレスの年間最大の興行に出場するという異例の事態となったが、結果はアンダーソンが敗れ、王座を手放している。
少数の例外はありつつも、基本的にはWWEと日本の団体との関わりは乏しい状態が続いていたが、コンテンツ制作の責任者がビンス・マクマホンからポール・レヴェックへと交代したこともあってか、2023年頃より、交流の活発化が急激に進み始める。
2023年1月1日のプロレスリング・ノア日本武道館大会に中邑真輔が出場。引退を控えていたグレート・ムタと対戦し、その出場自体だけでなく、試合内容も大きな話題を呼んだ。また2023年から2024年の年末年始にかけて、NXT所属のチャーリー・デンプシーが全日本プロレスに参戦し、三冠ヘビー級王座に挑戦。7月13日にはノアでは丸藤正道対AJスタイルズ、MARIGOLDでは林下詩美対イヨ・スカイと、同じ日に2人のWWEの主力選手が日本の団体で試合を行った。
特にプロレスリング・ノアは、2025年1月の中邑真輔やオモスの参戦の他、NXT所属選手をノアの「N-1 VICTORY」に参戦させたり、逆にノアから稲村愛輝が海外武者修行としてNXTに参戦するなど、最も活発にWWEと交流を続ける日本の団体といえる。

### 日本人所属選手
- FUNAKI（1998年 - 2010年、2010年 - ） ※2010年にタレント・スカウト・コンサルタント兼ロード・エージェントとして再契約。
- ASUKA（2015年 - ）
- 中邑真輔（2016年 - ）
- 戸澤陽（2016年 - ）
- カイリ・セイン（2017年 - 2020年、2023年 - ）
- イヨ・スカイ（2018年 - ）
- ジュリア（2024年 - ）

### 歴代日本人所属選手
- ババ・ザ・ジャイアント（1961年 - 1962年、1964年）
- ストロング小林（1974年、1978年、1981年）
- ザ・グレート・ヤツ（1980年 - 1981年）
- キラー・カーン（1980年 - 1981年、1987年）
- ミスター・サイトー（1981年 - 1982年）
- タイガー・チャン・リー（1983年 - 1987年）
- 立野記代（1987年 - 1988年）
- 山崎五紀（1987年 - 1988年）
- サトー / シンジャ（1989年 - 1995年）
- ブル中野（1993年 - 1994年）
- ハクシ（1995年 - 1996年）
- TAKAみちのく（1997年 - 2002年）
- ディック東郷（1998年 - 1999年）
- MEN'Sテイオー（1998年 - 1999年）
- ヤマグチ・サン（1998年 - 1999年） ※マネージャー
- カズ・ハヤシ（2001年 - 2002年）
- TAJIRI（2001年 - 2005年、2016年 - 2017年）
- ウルティモ・ドラゴン（2003年 - 2004年）
- ケンゾー・スズキ（2004年 - 2005年）
- ヒロコ（2004年 - 2005年） ※日本人初のディーヴァ。
- ジロー（2011年 - 2012年）
- サカモト（2011年 - 2013年)
- ヨシ・タツ（2008年 - 2014年）
- ヒデオ・イタミ（2014年 - 2019年）
- ケンドー・カシン（2019年 - 2020年） ※コーチ[94]
- 鈴木秀樹 / ハチマン（2021年 - 2022年） ※選手兼コーチ[95]
- KUSHIDA（2019年 - 2022年）
- SARRAY（2020年 - 2023年） ※ただし、2021年1月までは日本で活動していた。
- イケメン二郎（2020年 - 2023年）
- 里村明衣子（2021年 - 2024年） ※選手兼コーチ[注 4][96][97]

このほか、ビンス・マクマホン・シニア時代のWWWFおよびWWFにはジャンボ鶴田、アントニオ猪木、坂口征二、藤波辰巳、長州力、タイガーマスク（初代）、ビンス・マクマホン・ジュニア（現：ビンス・マクマホン）の体制期に入ってからはザ・コブラや前田日明などが檜舞台のマディソン・スクエア・ガーデンに出場している。藤波、タイガー、前田 は、それぞれWWFを短期間サーキットしていた。
ビンス・マクマホン体制期の日本人レスラーとしては、WWF時代にブル中野が女子王座を獲得するなどトップレスラーとして活躍。ジャンピング・ボム・エンジェルス（立野&山崎）も女子タッグ王座を1988年の第1回「ロイヤルランブル」の大舞台で獲得した。2000年以降、所属していたレスラーではTAKAみちのくが1998年に初代WWFライトヘビー級王座を獲得。TAJIRIはシングルとタッグで王座を7度獲得した。また、2023年にはイヨ・スカイとASUKAの間で日本人選手同士の女子王座戦が実現した。
近年では日本人選手のコーチ契約も増加しており、ケンドー・カシン、鈴木秀樹、里村明衣子などがコーチ契約をした。また、2020年には秋山準が臨時コーチ契約を発表するも、新型コロナウイルスの世界的蔓延から白紙となった。

### WWE殿堂に迎えられた日本の選手および関係者
- アントニオ猪木（2010年）
- 藤波辰爾（2015年）
- 力道山（レガシー部門）（2017年）
- ヒロ・マツダ（レガシー部門）（2018年）
- 新間寿（レガシー部門）（2019年）
- 獣神サンダー・ライガー（2020年）
- グレート・ムタ（2023年）
- ブル中野（2024年）

このほかにもザ・グレート・カブキ、ジャイアント馬場に殿堂入りの打診があったが、辞退したと報道されている。

### その他
- 花田秀虎 (NIL契約）(2025年 ‐）[106]

### 日本での放送・配信
1992年4月から1993年5月までWOWOWがPPV大会のみを1か月遅れの120分枠で「レッスルマニア8」、「サマースラム92」、「サバイバーシリーズ92」、「ロイヤルランブル93」の4大会を放送した（実況：土居壮、解説：斎藤文彦。日本版ビデオシリーズのコンビが担当）。また、1992年8月8日の「ハルク・ホーガンスペシャル」、1992年8月15日の「ヒストリー・オブWWF」を2週にわたって特別番組が放送された。
地上波では1992年9月から1994年1月まで日本オリジナル番組の「WWFスーパープロレス」が独立UHF局で放送された。ストーリーのダイジェストと試合を中心に60分枠で放送。なお、試合の映像は本国から1年遅れであった。斎藤文彦と土居壮のコンビが吹き替えでもなく、全くリアルタイムで見ているかのような実況と解説を行っていたのが特徴であった。
1998年にSKY sports（現：J SPORTS）との間で放映権を締結し、ウィークリー番組が放送開始。字幕翻訳は 株式会社ルミエール が担当していた。当初、PPV特番もJ SPORTSでも放送されていたが、2003年よりスカチャン（旧パーフェクト・チョイス）などでのPPV放送に切り替えられた。
当時は3週間遅れての放送（例として、2005年2月4日のRAWさいたま大会の場合、米国では2月7日の放送であったのに対し、日本では2月28日に放送された）であり、ハウス・ショーが日本で行われる際にチャンピオンが違っていたり、日本の放送スケジュール上まだ登場していないスーパースターが試合をすることもあった。
2001年10月から2002年12月までテレビ東京が深夜枠で放送。当初は「ライブワイヤー」を放送していたが、本国での同番組の終了以降は「Afterburn」を放送した。マイクアピールを除く、試合の実況解説などを字幕ではなく日本語吹き替えで対応したことが大きな特徴といえる。なお、英語圏以外の国でのWWEの番組は吹き替えが一般的である。
テレビ東京での放送終了後、2003年4月から2005年3月まではフジテレビが関東ローカルの地上波で放送した（J SPORTS協力の元、新たに字幕スーパーや日本語ナレーションを追加）。現在でもWWEが映像の編集を外部の会社に許可したのはフジテレビだけである。2004年3月までは、実況に佐野瑞樹。解説にDDTプロレスリングの高木三四郎。2004年4月以降は三村ロンドとブラザートムが担当。テレビ東京の放送が多くのライト層の新規ファンを獲得したが、不評だったフジテレビの放送でライト層のファンを失ってしまい、2005年、2006年のWWE日本公演（後述）の観客動員数は大幅に減少、結果として2007年の日本公演は見送られたが、2008年1月、日本でのマーケット強化を目的に、日本法人WWE Japanを設立。同社より2008年2月に再び日本公演が開催されることが発表された。
2009年からは30分ハイライト番組の「This Week in WWE」が地上波独立局であるテレビ神奈川にて放送開始する。また、2009年3月9日より日本でもハイビジョン放送が開始され、27日の放送より、3週間の「ディレイ」を短縮するべくWWE Japanが交渉した結果、10日遅れの放送に短縮されることが発表された。加えて、これまでRAWの3時間拡大版は2時間に編集されていたが、そのまま3時間番組として放送されることとなった。
PPVやレスラーを特集したDVDはユークスが発売していたが、2005年夏をもって生産を終了。代わってJ SPORTSからDVDが販売されるようになった。
2011年10月1日にはJ SPORTSがBSデジタル放送へ進出したため、WWEの番組の初回放送は全て新生J SPORTS 2となり、また「RAW」の初回放送は毎週金曜日から毎週木曜日に変更になった。映像権などの事情により日本では約10日遅れての放送となる。
2013年3月から現地放送と同じ3時間放送へ移行し、2014年からはRawとSmackDownに関して字幕無しではあるが米国放送に合わせて放送すること（SmackDownについては2時間のディレイ）が発表されたためにNXTは一旦打ち切りとなった が、2014年7月にWWEと契約したヒデオ・イタミの出場に合わせて放送を再開。しかし、2016年1月にJ SPORTSの再改編でNXTはWWEネットワークでの配信に完全移行。また、同月にRAWは2時間版に戻り、SmackDownは8年ぶりにAfterburnとして放送を継続。
2016年より、WWEネットワークが日本でも対応開始。また、2017年にはDAZNにてリアルタイム配信が開始。DAZNでは土居、斎藤のコンビの日本語実況も復活していたが、1から2年ほどで撤退した。
2017年11月より、J SPORTSで放送している字幕版の初回放送が変更され、RAWは3日、アフターバーンは6日に短縮されることを発表。
2018年12月20日にWWEとJ SPORTSが契約更新をしたことを発表し、再びRAWとSmackDownが通常版に放送が戻り、米国放送と同時刻によるリアルタイムでの放送も復活した。今回の再改編ではこれまでディレイ放送だったSmackDownもリアルタイムでの放送にラインナップされており、生放送はJ SPORTS 4の担当となり、同時にJ SPORTS傘下の定額制動画配信サービスであるJ SPORTSオンデマンド並びにAmazon Prime Videoでも配信されるようになった。また、DAZNで配信されていたRAWとSmackDownの1時間のハイライト番組はJ SPORTS 3にて放送されることが発表され、J SPORTSオンデマンドではPPVが数日遅れで配信されることも併せて発表された。
2021年11月25日、J SPORTSはWWE番組（RAW、SmackDown、PPV）の初回放送を年内で終了することを発表。また、再放送や見逃し配信は2022年1月31日までに終了することも発表された。以降も、30分ハイライト番組のThis Weekが放送局を縮小しながらも放送されていたが、2022年末をもって終了し、1998年からのテレビ放映は全て消滅した。その後の配信はWWEネットワークとYouTubeのみとなり、日本語版は前者におけるPLEを除き制作されなくなった。
2023年9月28日、インターネットテレビ局であるABEMAとの間で国内独占放送契約を締結し、10月から「RAW」や「SmackDown」並びに各種プレミアム・ライブ・イベント（PLE）の配信を開始する予定であることを発表。1年10か月ぶりの国内放送復活となる。また、同時に日本語実況も復活し、「RAW」と「SmackDown」はアメリカ本国での放送から半日以内に無料配信している。PLEはABEMA PPVにて生中継を実施し、一部PLEは無料放送を行っている。なお、Abemaでの配信開始と同時にYouTubeでの配信は終了し、WWEネットワークは規模を縮小している。

#### 現在放送している番組
- RAW
- SmackDown
- NXT
- Saturday Night's Main Event

#### 現在配信している番組
- WWE Evolve
- MAIN EVENT
- WWE SPEED

#### 過去に放送していた番組
- This Week（ディスウィーク）- アメリカ国外向けの各ブランド共通の30分ハイライト番組。日本の番組表などでは「This Week in WWE」となっていた。以前は多くの独立局でも放送されていたが、2022年12月末のTOKYO MX、J SPORTS、FIGHTING TV サムライの打ち切りをもって全て終了した[120]。
- Metal（WWE・メタル（英語版）） - RAWのダイジェストとアンダーカードを放送。2002年に放送終了し、ヴェロシティに引き継がれた。
- Velocity（ヴェロシティ（英語版）・「速力」の意） - スマックダウンのダイジェストとアンダーカードを放送。2005年に放送終了。
- Livewire（ライブワイヤー（英語版）） - RAWとSmackDownのダイジェスト。日本ではテレビ東京系列で2002年まで放送され、2009年にUHFのディスウィークに引き継がれた。
- Confidencial（コンフィデンシャル（英語版）） - プライベートやリング外での活動など、スーパースターの素顔を取り上げたドキュメント番組。ミーン・ジーン・オーカーランドがホストを務めた。
- Bottom Line（ボトム・ライン） - RAWのダイジェストを放送。2008年まで放送され、2017年にDAZNで再開。
- Afterburn（アフターバーン） - SmackDownのダイジェストを放送。2019年からはJ SPORTS 3にて放送。
- Heat（WWE・ヒート（英語版）） - RAWのダイジェストとアンダーカードを放送。2008年まで放送された。
- ECW（イー・シー・ダブリュー） - オリジナルECWのハードコア路線を引き継ぎながら若手育成、中堅どころの再浮上を目的とした第3ブランド。2010年に放送終了、NXTに引き継がれた。
- Vintage Collection（ヴィンテージ・コレクション） - 70年代～90年代の名勝負・名場面をまとめたクラシック番組。日本では2011年1月でレギュラー放送が終了し、以降は特番前の特別番組として放送。
- Superstars（スーパースターズ） - 各ブランド共通のアンダーカード番組。日本では2013年3月、日本でのRAW3時間フル放送開始により休止。2016年に205 Liveの放送開始に伴い放送終了。
- Experience（WWE・エクスペリエンス（英語版）） - アメリカ国外向けの各ブランド共通の60分ハイライト番組。日本ではDAZNで放送された後[121]、GYAO!とYouTubeで配信[122]。2020年1月に終了。

### 日本公演
2002年の再上陸以降は、ハウス・ショーが中心の興行である。2005年2月4日（RAW）、2月5日（SmackDown）にさいたまスーパーアリーナで、アジア初、世界では3カ国目となるテレビ収録での大会が開催された。通常は当日生放送（海外からの収録でも時間差で当日放送）するRAWも史上初の収録試合となった。なお日本での大会では消防法の関係でパイロなどの演出は行われない、もしくは小規模なものにとどめられている。
2020年、新型コロナウイルス感染症の世界的流行により、興行が中止になって以降は日本での興行は5年間開催されていなかった。
| 開催年 | 開催月日            | 大会名 | 開催地 | 会場 | 備考 |
| ------ | ------------------- | --- | --- | --- | --- |
| 2002年 | 3月1日              | SMACKDOWN! TOUR LIVE IN JAPAN | 神奈川県横浜市港北区 | 横浜アリーナ | |
| 2003年 | 1月24日、1月25日    | WWE FAR EAST TOUR January 2003 | 東京都渋谷区 | 国立代々木競技場 | RAW主催 |
| 2003年 | 7月17日、7月18日    | SMACKDOWN! UNLEASHED IN THE EAST | 神奈川県横浜市港北区 | 横浜アリーナ | SmackDown主催 |
| 2003年 | 7月19日             | SMACKDOWN! UNLEASHED IN THE EAST | 兵庫県神戸市中央区 | 神戸ポートアイランドホール | SmackDown主催 |
| 2004年 | 2月5日              | ROAD TO WRESTLEMANIA TOUR | 広島県広島市 | 広島サンプラザ | RAW主催 |
| 2004年 | 2月6日              | ROAD TO WRESTLEMANIA TOUR | 大阪府大阪市中央区 | 大阪城ホール | RAW主催 |
| 2004年 | 2月7日              | ROAD TO WRESTLEMANIA TOUR | 埼玉県さいたま市中央区 | さいたまスーパーアリーナ | RAW主催 |
| 2004年 | 7月16日、7月17日    | SMACK DOWN! at the BUDOKAN～Return of the DEADMAN～ | 東京都千代田区 | 日本武道館 | SmackDown主催 |
| 2005年 | 2月4日              | ROAD TO WRESTLEMANIA 21 JAPAN TOUR | 埼玉県さいたま市中央区 | さいたまスーパーアリーナ | RAW主催によるTV収録 |
| 2005年 | 2月5日              | ROAD TO WRESTLEMANIA 21 JAPAN TOUR | 埼玉県さいたま市中央区 | さいたまスーパーアリーナ | SmackDown主催によるTV収録 |
| 2005年 | 7月1日、7月2日      | WWE SUPERSHOW | 埼玉県さいたま市中央区 | さいたまスーパーアリーナ | RAW&SmackDown共催 |
| 2006年 | 2月4日 2月5日       | SmackDown LIVE TOUR | 神奈川県横浜市港北区 | 横浜アリーナ | SmackDown主催 |
| 2006年 | 10月18日、10月19日  | WWE RAW&ECW LIVE@BUDOKAN | 東京都千代田区 | 日本武道館 | RAW&ECW共催 |
| 2008年 | 2月11日             | WWE RAW ROYAL RUMBLE TOUR | 東京都江東区 | 有明コロシアム | RAW主催 この大会から日本公演の大会運営をコネチカット州本社からWWE Japanに移管                                                                                                |
| 2008年 | 2月12日             | WWE RAW ROYAL RUMBLE TOUR | 東京都千代田区 | 日本武道館 | RAW主催 この大会から日本公演の大会運営をコネチカット州本社からWWE Japanに移管                                                                                                |
| 2009年 | 7月7日、7月8日      | SmackDown&ECW LIVE TOUR | 東京都千代田区 | 日本武道館 | SmackDown&ECW共催 |
| 2010年 | 8月20日、8月21日    | WWE RAW PRESENTS SUMMER SLAM TOUR 2010 | 東京都墨田区 | 国技館 | RAW主催 初の両国開催。 |
| 2011年 | 7月頃予定           | 3月11日に発生した東北地方太平洋沖地震（東日本大震災）並びに福島第一原子力発電所での福島第一原子力発電所事故の影響で発令された夏場における電力使用制限令により中止 冬季に変更 | 3月11日に発生した東北地方太平洋沖地震（東日本大震災）並びに福島第一原子力発電所での福島第一原子力発電所事故の影響で発令された夏場における電力使用制限令により中止 冬季に変更 | 3月11日に発生した東北地方太平洋沖地震（東日本大震災）並びに福島第一原子力発電所での福島第一原子力発電所事故の影響で発令された夏場における電力使用制限令により中止 冬季に変更 | 3月11日に発生した東北地方太平洋沖地震（東日本大震災）並びに福島第一原子力発電所での福島第一原子力発電所事故の影響で発令された夏場における電力使用制限令により中止 冬季に変更 |
| 2011年 | 11月30日、12月1日   | WWE PRESENTS RAW WORLD TOUR 2011 | 神奈川県横浜市港北区 | 横浜アリーナ | RAW主催 夏季予定分の代替興行 この大会のチケット収入をはじめ各種関連イベントの収益金の一部が震災復興支援のため寄付された                                                      |
| 2012年 | 8月9日、8月10日     | WWE LIVE | 東京都墨田区 | 国技館 | |
| 2013年 | 7月4日、7月5日      | WWE LIVE | 東京都墨田区 | 国技館 | |
| 2014年 | 7月10日 7月11日     | WWE LIVE日本公演 | 東京都墨田区 | 国技館 | |
| 2014年 | 7月12日             | WWE LIVE日本公演 | 大阪府大阪市此花区 | 舞洲アリーナ | 大阪大会は2004年2月6日の大阪城ホール大会以来 |
| 2015年 | 7月3日              | WWE LIVE | 東京都墨田区 | 国技館 | |
| 2015年 | 7月4日              | The Beast in the East （WWE LIVE） | 東京都墨田区 | 国技館 | WWEネットワークを通じて世界に同時生中継された |
| 2016年 | 7月1日、7月2日      | WWE LIVE | 東京都墨田区 | 国技館 | |
| 2016年 | 12月3日             | NXT Live Japan | 大阪府大阪市浪速区 | 大阪府立体育会館 | NXT主催 |
| 2017年 | 6月30日、7月1日     | WWE Live Japan | 東京都墨田区 | 国技館 | |
| 2017年 | 9月16日             | WWE Live Osaka | 大阪府大阪市浪速区 | 大阪府立体育会館 | |
| 2018年 | 6月29日、6月30日    | WWE Live Japan | 東京都墨田区 | 国技館 | SmackDown LIVE主催 |
| 2018年 | 8月31日             | WWE Live Osaka | 大阪府大阪市浪速区 | 大阪府立体育会館 | RAW主催 |
| 2019年 | 6月28日、6月29日    | WWE Live Tokyo | 東京都墨田区 | 国技館 | RAW主催 |
| 2020年 | 7月2日 - 7月4日予定 | 新型コロナウイルス感染症及び行政からのイベント開催自粛勧告により中止 | 新型コロナウイルス感染症及び行政からのイベント開催自粛勧告により中止 | 新型コロナウイルス感染症及び行政からのイベント開催自粛勧告により中止 | 新型コロナウイルス感染症及び行政からのイベント開催自粛勧告により中止 |
| 2024年 | 7月25日             | WWE supershow Summer Tour | 大阪府大阪市浪速区 | 大阪府立体育会館 | 5年ぶりの日本大会 |
| 2024年 | 7月26日、7月27日    | WWE supershow Summer Tour | 東京都墨田区 | 国技館 | 5年ぶりの日本大会 |

### その他
J SPORTSでの放送以降、他のスポーツを視聴することが目的でJ SPORTSを視聴した視聴者がWWEのファンになることが多く、一般的なプロレスファンとは異なるファン層を獲得している。特に団体外の要素を団体内に持ちこむことが嫌われる傾向にあり、来日公演では、
- シェイン・マクマホンの通訳を務めていたヤマグチ・サンにブーイングを浴びせ退場させた。
- フレッド・ブラッシー追悼VTRの説明をしていたフジテレビの千野志麻アナウンサーに「ass hole」コールを浴びせた。
- ザ・ハリケーン対フナキ戦で、ハリケーンがスーパーヒーローという立場であったため、地元日本出身だったにも拘らず、フナキ、セコンドのTAKAみちのくをヒール扱いしてブーイングを浴びせた。

などのエピソードがある。

## オフィシャルCDアルバム
- The Wrestling Album（1985年）
- Piledriver – The Wrestling Album 2（1987年）
- WrestleMania: The Album（1993年）
- WWF Full Metal（1996年）
- WWF ザ・ミュージック Vol.2（1997年）
- WWF We Gotta Wrestle（1997年）
- WWF ザ・ミュージック Vol.3（1998年）
- WWF ザ・ミュージック Vol.4（1999年）
- WWF Aggression（2000年）
- WWF ザ・ミュージック Vol.5（2001年）
- WWF Forceable Entry（2002年）
- WWE Anthology（2002年）
- WWE Originals（2004年）
- WWE ThemeAddict: ザ・ミュージック Vol.6（2004年）
- You Can't See Me（2005年）
- WWE WRECKLESS INTENT（2006年）
- WWE ザ・ミュージック Vol.7（2007年）

米国iTunes限定で販売
- Raw Greatest Hits:The Music（2007年）
- WWE ザ・ミュージック Vol.8（2008年）
- Voices: WWE ザ・ミュージック Vol.9（2009年）
- WWE ザ・ミュージック: A New Day（2010年）

Amazon.com限定で発売

## テレビゲーム
- エキサイティングプロレスシリーズ
- レジェンズ・オブ・レッスルマニア
- WWE2Kシリーズ

## プレミアムライブイベント特番
現在WWEでは月に1から2度特番を行い、RAW、SmackDownの2ブランド共催で行われる。なお、試合数が限られるため、テレビ放送には出られてもPLEに出られないレスラーは多い。以前、WWEはこれらのイベントを「ペイ・パー・ビュー（PPV）」としてたが、サブスクリプション形式の動画配信サービスによるPPV大会配信が増加した事で、PPVとの言葉の使用を縮小し、現在は「プレミアムライブイベント（Premium Live Event）」と呼んでいる。また、2018年まではテレビ放送のRAW、SmackDown!の単独開催もあった。基本的に毎年行われる大会は決まっているが、特別に組まれるPLEや現在は行われていないPLE（PPV）も存在する。PLEのスケジュールは以下の通りで、日付は現地時間。

### 2025年のPLEスケジュール
| 日付     | PLE名               | 開催地                                   | 会場                         |
| -------- | ------------------- | ---------------------------------------- | ---------------------------- |
| 2月1日   | Royal Rumble        | インディアナ州インディアナポリス         | ルーカス・オイル・スタジアム |
| 3月1日   | Elimination Chamber | カナダ・オンタリオ州トロント             | ロジャーズ・センター         |
| 4月19日  | WrestleMania 41     | ネバダ州ラスベガス                       | アレジアント・スタジアム     |
| 4月20日  | WrestleMania 41     | ネバダ州ラスベガス                       | アレジアント・スタジアム     |
| 5月10日  | BackLash            | ミズーリ州セントルイス                   | エンタープライズ・センター   |
| 6月7日   | Money In The Bank   | カリフォルニア州イングルウッド           | インテュイット・ドーム       |
| 8月2日   | SummerSlam          | ニュージャージー州イーストラザフォード   | メットライフ・スタジアム     |
| 8月3日   | SummerSlam          | ニュージャージー州イーストラザフォード   | メットライフ・スタジアム     |
| 8月31日  | Clash In Paris      | フランス・パリ                           | パリ・ラ・デファンス・アレナ |
| 10月11日 | Crown Jewel         | オーストラリア・西オーストラリア州パース | RACアリーナ                  |
| 11月29日 | Survivor Series     | カリフォルニア州サンディエゴ             | ペトコ・パーク               |

| PLE名                      |
| -------------------------- |
| King and Queen of the Ring |
| Clash At The Castle        |
| Bash in Berlin             |
| Bad Blood                  |

### 2026年のPLEスケジュール
| 日付   | PLE名        | 開催地                 | 会場                 |
| ------ | ------------ | ---------------------- | -------------------- |
| 1月    | Royal Rumble | サウジアラビア・リヤド | TBD                  |
| 8月1日 | SummerSlam   | ミネソタ州ミネアポリス | USバンク・スタジアム |
| 8月2日 | SummerSlam   | ミネソタ州ミネアポリス | USバンク・スタジアム |

詳しくはPPV日程「List of WWE pay-per-view events」を参照。

### かつて行われていたPLE（PPV）特番
| PLE名                      | 開催期間                                                                                     | 備考                  |
| -------------------------- | -------------------------------------------------------------------------------------------- | --------------------- |
| In Your House              | （1995年 - 1999年）                                                                          |                       |
| Over the Edge              | （1998年 - 1999年）                                                                          |                       |
| Fully Loaded               | （1998年 - 2000年）                                                                          |                       |
| InVasion                   | （2001年）                                                                                   |                       |
| King of the Ring           | （1993年 - 2002年、2006年、2008年、2010年、2015年、2019年）                                  |                       |
| Taboo Tuesday              | （2004年 - 2005年）                                                                          | Cyber Sundayに変更    |
| December to Dismember      | （2006年）                                                                                   |                       |
| New Year's Revolution      | （2005年 - 2007年）                                                                          |                       |
| One Night Stand            | （2005年 - 2008年）                                                                          | Extreme Rulesに変更   |
| The Great American Bash    | （2004年 - 2008年）                                                                          | The Bashに変更        |
| Unforgiven                 | （1998年 - 2008年）                                                                          |                       |
| Cyber Sunday               | （2006年 - 2008年）                                                                          | Bragging Rightsに変更 |
| Armageddon                 | （1999年 - 2008年）                                                                          | TLCに変更             |
| Judgement Day              | （1998年 - 2009年）                                                                          | Over the Limitに変更  |
| The Bash                   | （2009年）                                                                                   |                       |
| Breaking Point             | （2009年）                                                                                   |                       |
| Fatal 4-Way                | （2010年）                                                                                   |                       |
| Capitol Punishment         | （2011年）                                                                                   |                       |
| Vengeance                  | （2001年 - 2007年、2011年）                                                                  |                       |
| Bragging Rights            | （2009年 - 2010年）                                                                          |                       |
| No Way Out                 | （1998年、2000年 - 2009年、2012年）                                                          |                       |
| Over the Limit             | （2010年 - 2012年）                                                                          |                       |
| Roadblock: End of the Line | （2016年）                                                                                   |                       |
| Great Balls of Fire        | （2017年）                                                                                   |                       |
| No Mercy                   | （1999年 - 2008年、2016年 - 2017年）                                                         |                       |
| Battleground               | （2013年 - 2017年）                                                                          |                       |
| Stomping Grounds           | （2019年）                                                                                   |                       |
| King of the Ring           | （1985年 - 1989年、1991年、1993年 - 2002年、2006年、2008年、2010年、2015年、2019年、2021年） |                       |
| Super ShowDown             | （2018年 - 2020年）                                                                          |                       |
| Tables Ledders and Chairs  | （2009年 - 2020年）                                                                          |                       |
| Clash of Champions         | （2016年 - 2020年）                                                                          |                       |
| DAY 1                      | （2022年）                                                                                   |                       |
| Hell In A Cell             | （2009年 - 2022年）                                                                          |                       |
| Extreme Rules              | （2009年 - 2022年）                                                                          |                       |
| Night of Champions         | （2008年 - 2015年、2023年）                                                                  |                       |
| Payback                    |                                                                                              |                       |
| Fastlane                   |                                                                                              |                       |

### 日本でのPLE特番放送
アルマゲドン2002までの特番はJ SPORTS（旧：J Sky SPORTS）で通常放送されており料金を払わずに視聴することができたが、WWE側の要望により、ロイヤルランブル2003より本国同様のPPV形式となった。加入しているケーブルテレビによってはPPVに対応していないため、これに伴い日本でも以降の特番はすべてDVD化されるようになり、日本語字幕版のPPV放送が打ち切られる2015年末まで販売された。
J SPORTSでの通常放送と同じく約10日遅れ（2009年2月までは3週間遅れ）ての放送であった2014年からはVOD限定（WWE日本語公式サイト（WWE Japan Videos）、DMM、J:COM等）で英語版（字幕無し）を2日遅れで放送することが発表された。スカパー！ではスカチャンでのPPV放送。初回放送は木曜日。ケーブルテレビJ:COMではJ:COMオンデマンドにて放送。配信開始は金曜日で、視聴料金は4大PPVのロイヤルランブル、レッスルマニア、サマースラム、サバイバー・シリーズは2,100円/番組。その他は1,575円/番組。
また、スカパー!、スカパー!プレミアムサービスにて上記の1年間開催されるPPVを全て視聴できるパックセットも販売されていた。（WWEスペシャルリングサイド2014：14,700円/一括払い<4月以降は15,120円>）。スカパー!ではPPVを行なっていないため、WWEスペシャルリングサイドでの一括購入のみで個別大会の購入はできなかった。その他にも、2015年のみニコニコ生放送（ニコニコ動画）で字幕なしの英語版のみの配信があり、視聴には番組あたり2,160ニコニコポイントが必要でタイムシフトも1回のみ可能だった。
2016年にWWE NETWORKが日本でも開局した後は同サービスでPPV大会を視聴出来るようになる。また、日本語実況版が当初は製作されていたが、2020年までに消滅した。また、WWE NETWORK開局後は、PPV販売は一時停止していたが、後にJ SPORTSオンデマンドによりPPV配信が復活し、2020年10月からはJ SPORTS独自の実況が付けられていた。しかし2021年末にPPV販売も終了した。
2023年10月より、ABEMAにて生中継でのPLE配信を開始。数年ぶりに日本語実況が制作され、ABEMAでの放送初回となる、「ファスト・レーン2023」は無料放送されるなど一部PLEは無料生中継され、5大PLE（上記4大PPVに加えマネー・イン・ザ・バンク）はPPV配信（4,000円/1大会）される。

## PLE以外の特番
時々ハウスショーが特番としてWWEネットワークで放送されることがある。また特定の選手を集めて行うトーナメントを開催してWWEネットワークで放送されることもある。

### PLE以外の特番
| 年     | 月日     | イベント名                         | 開催地                       | 会場                                         |
| ------ | -------- | ---------------------------------- | ---------------------------- | -------------------------------------------- |
| 2015年 | 7月4日   | The Beast in the East              | 東京都墨田区                 | 両国国技館                                   |
| 2015年 | 10月3日  | WWE Network Live Spacial in MSG    | ニューヨーク州ニューヨーク   | マディソン・スクエア・ガーデン               |
| 2016年 | 3月12日  | Roadblock                          | カナダ、オンタリオ州トロント | リコー・コロシアム                           |
| 2019年 | 7月27日  | Smackville                         | テネシー州ナッシュビル       | ブリヂストン・アリーナ                       |
| 2024年 | 12月14日 | サタデー・ナイト・メイン・イベント | ニューヨーク州ユニオンデール | ナッソー・ベテランズ・メモリアル・コロシアム |

### トーナメント戦
| 年代   | イベント名                  | 開催地                                 | 会場                     |
| ------ | --------------------------- | -------------------------------------- | ------------------------ |
| 2016年 | WWEクルーザー級クラシック   | フロリダ州ウィンター・パーク           | フル・セイル大学アリーナ |
| 2017年 | WWE英国王座トーナメント     | イギリス、ランカシャー州ブラックプール | エンプレス・ボールルーム |
| 2017年 | WWEメイ・ヤング・クラシック | フロリダ州ウィンター・パーク           | フル・セイル大学アリーナ |
| 2018年 | WWEメイ・ヤング・クラシック | フロリダ州ウィンター・パーク           | フル・セイル大学アリーナ |

## 興行の特徴

### 試合形式
WWEでは、多彩な試合形式が行われる。WWE発祥の試合形式も存在する。

#### 通常の番組でも行われる試合形式
- アンビュランス・マッチ（救急車デスマッチ）
- スティール・ケージ・マッチ（金網デスマッチ）
- チェア・マッチ
- テーブル・マッチ
- ノー・ホールズ・バード・マッチ（反則裁定無し・リング内決着）
- ビート・ザ・クロック・マッチ（数試合行い一番短い試合時間の勝者が勝利。挑戦者決定で使われる。）
- ラストマン・スタンディング・マッチ
- ラダー・マッチ
- ランバージャック・デスマッチ

#### PLE限定の試合形式
- TLC
- ウォーゲームズ
- エリミネーション・チェンバー・マッチ
- ヘル・イン・ア・セル
- マネー・イン・ザ・バンク・ラダー・マッチ
- ロイヤルランブル・マッチ

#### 過去に行われた試合形式
- アサイラム・マッチ
- アイアンマン・マッチ
- アイ・クイット・マッチ
- エリミネーション・マッチ
- インフェルノ・マッチ（ファイヤー・デスマッチ）
- サブミッション・マッチ（決着はタップアウトのみ）
- チャンピオンシップ・スクランブル
- ファースト・ブラッド・マッチ（先に相手を流血させた方の勝ち）
- フォールズ・カウント・エニウェア・マッチ（反則裁定無し・どこでも決着可）

ディーヴァ関連の試合形式
- 水着、コスプレ、下着等の各種コンテスト
- ランジェリー・ピロー・ファイト（下着姿で枕投げ）
- ブラ・アンド・パンティ・マッチ
- 泥んこマッチ

アンダーテイカー関連の試合形式
- キャスケット・マッチ（棺桶デスマッチ）
- ベリード・アライブ・マッチ（生き埋めデスマッチ）

一夜限りの試合形式
- テキサス・ブルロープ・マッチ（お互いの腕にブルロープを巻き、先に4コーナーにタッチした方が勝利、単にストラップ・マッチとも呼ばれる）
- バトル・オブ・ザ・ビリオネアーズ

### 観客参加型興行
WWEでは、興行の楽しみ方のキーワードとして、「観客参加型」を提唱。主に以下のものが主流となる。
1. サインボード
  - ボードに自己主張一杯のメッセージを書いて掲げる、最も定番の一つである。単にメッセージを書き記したものや選手のイラストを描いたもの、果てに数人のグループで一つのサインボードにするなど、様々なものがあり、公式サイトでも取り上げられることがある[156]。
2. チャント（掛け声）
  - スーパースターの台詞や登場曲などに合わせて大合唱することがある[157]。特にコーディ・ローデスの場合は登場曲「Kingdom」の歌詞を合唱する。
    - カート・アングルの場合...登場曲に合わせて「You Suck（へなちょこ）」
    - ロブ・ヴァン・ダムの場合...コールされる時、ポーズと一緒に「Rob Van Dam」
    - リック・フレアーの場合...水平チョップを繰り出す時に「Wooooo」[注 5]
    - D-ジェネレーションXの場合...トリプルH、ショーン・マイケルズのマイクに合わせて「Suck it」
    - トミー・ドリーマーなど元ECW所属選手の場合...入退場時や攻撃のあとに「ECW ECW」
    - 悪役が気に入らないことを言ったり、ストーン・コールド・スティーブ・オースチンのマイクパフォーマンスの場合に「What」と言うこともある。
3. コスプレ
  - スーパースターのコスチュームやギミックを真似るモノ。楽しみ方としては上級者の部類になる[158][159]。

## スーパースターの関係
WWEではアングル上、スーパースターの兄弟や夫婦、親戚といった設定が出てくるがもちろん全てが真実な訳ではない。特に、1980年代後半からタッグチームの多くに兄弟、親戚のギミックが頻繁に設定された。ただし、実際の人間関係がストーリーに絡むことも多く、そこにこの団体を楽しむ醍醐味がある。
- 現実でも肉親で番組ストーリーでも、それが取り上げられた例。
  - ビンス・マクマホン一家は本当の家族。
  - チャボ・クラシックとエディ・ゲレロは本当の兄弟。エディ・ゲレロとチャボ・ゲレロは叔父と甥の関係。
  - ランディ・オートンとボブ・オートンは本当の親子。
  - マット・ハーディーとジェフ・ハーディーは本当の兄弟。
  - ハート・ファウンデーションはハート一家および義理の兄弟がメンバーに存在。
  - カリートとプリモは本当の兄弟。
  - コーディ・ローデスとゴールダストはダスティ・ローデスの実の息子で異母兄弟。
  - ウーソズ（ジェイ・ウーソとジミー・ウーソ）はリキシのリングネームで有名なソロファ・ファトゥの実の息子で双子の兄弟。
  - ソロ・シコアもソロファ・ファトゥの実の息子で、ウーソズ（ジェイ・ウーソとジミー・ウーソ）の実弟。
  - ロマン・レインズとウーソズ（ジェイ・ウーソとジミー・ウーソ）、ソロ・シコアは本当の親族（レインズはソロファ・ファトゥの従弟）。ウーソズとソロ・シコアは厳密にはアノアイ家ではないが、祖母（ソロファ・ファトゥの母）がアノアイ家の出身であるため、広義のアノアイ・ファミリーに含まれる。
  - ザ・ロックの祖父・ピーター・メイビアが、ロマン・レインズの祖父・アミチュア・アノアイと義兄弟の関係であるため、ザ・ロックも広義のアノアイ・ファミリーに含まれる（ただし、あくまでも祖父同士が義兄弟であるため、ザ・ロックとレインズは血縁関係にない）。
  - レイ・ミステリオとドミニク・ミステリオは実の親子でドミニクは子供の頃からWWEのアングルに参加していた。
- ギミック上のみの肉親関係の例
  - ジ・アンダーテイカーとケインは本当の兄弟ではない。
  - ジ・アンダーテイカー及びケインとポール・ベアラーは本当の親子ではない。
  - エリック・ビショフとユージンは本当の親戚ではない。
  - ジェイミー・ノーブルとナンジオは本当の従兄弟ではない。
  - ババ・レイ・ダッドリーとディーボン・ダッドリーとスパイク・ダッドリーは本当の兄弟ではない。
  - フィンレーとホーンスワグルは本当の親子ではない。
  - カート・アングルとジェイソン・ジョーダンは本当の親子ではない。
- 現実でも婚姻、または恋愛関係で、番組ストーリーでもそれが取り上げられた例
  - ランディ・サベージとエリザベス（英語版）は実際の夫婦だった。リング上で結婚式もあげているが、後離婚。後に続く「夫婦もの」の嚆矢となった。
  - トリプルHとステファニー・マクマホンは本当に結婚している。
  - ブッカー・Tとシャーメルは本当の夫婦。
  - マット・ハーディーとリタは以前本当にプライベートでも恋愛関係にあった。
  - エッジとリタは以前本当にプライベートでも恋愛関係にあった。ただし、当時エッジは別の女性と結婚したばかりであった。そのことを自己のHP上で批判したマット・ハーディーはWWEを解雇され、その解雇に反発したファンのブーイングは一時番組収録に支障をきたすほどであった。
  - エディ・ゲレロとヴィッキー・ゲレロは本当の夫婦だった。（その後に展開されたヴィッキーとエッジの結婚・離婚ストーリーは番組内だけのもの）
  - ビリー・キッドマンとトリー・ウィルソン（注：番組内では恋愛ストーリーのみ展開。2006年に離婚）
  - ゴールダストとテリー（英語版）（注：現在は離婚）
  - チャーリー・ハースとミス・ジャッキー（注：番組内では恋愛ストーリーのみ展開）
  - ダニエル・ブライアンとブリー・ベラは本当の夫婦。
  - タイソン・キッドとナタリヤは本当の夫婦。
  - ザ・ミズとマリースは本当の夫婦。